# Rinzai-shū
Rinzai-shū (臨済宗? lett. "Scuola Rinzai") è una delle tre scuole del Buddismo Zen che, insieme alle scuole Sōtō e Obaku, è esistente tutt'oggi.
Lo Zen Rinzai deriva direttamente dalla scuola cinese Chán di Linji, da cui prende il nome, fondata da Línjì Yìxuán nel IX secolo.
Essa si caratterizza oltre che per lo zazen (meditazione seduta), anche per l'utilizzo dei kōan, sorta di problemi senza soluzione razionale che vengono proposti dal maestro al discepolo in un incontro personale detto sanzen e per il satori, illuminazione improvvisa.
Fondatore dello Zen Rinzai è ritenuto tradizionalmente il monaco giapponese di scuola Tendai, Eisai, che introdusse per primo il ramo Zen Rinzai Oryo in Giappone dalla Cina nel 1191, incorporandolo nella scuola Tendai. Ma la linea di successione di questo insegnamento fu interrotta con la morte, nel 1225 durante un pellegrinaggio in Cina, di Myozen discepolo diretto di Eisai. Lo Zen Rinzai fu quindi reintrodotto con la linea Rinzai Yogi da Kakushin sempre nel XIII secolo. Tutte le sottoscuole esistenti oggi in Giappone dello Zen Rinzai-shu derivano dal ramo 'Yogi'.

## Caratteristiche
La scuola Rinzai non è una scuola unica; è divisa in 19 sottoscuole spesso denominate con lo stesso nome dei loro templi principali. La più grande e la più influente di esse è la branca Myoshin-ji, il cui tempio fu fondato nel 1342 da Kanzan Egen Zenji (1277-1360). Altre branche maggiori sono quelle di Nanzen-ji, Tenryū-ji, Daitoku-ji e Tōfuku-ji.
La scuola Rinzai incoraggia un attivo perseguimento dell'illuminazione (bodhi, satori) attraverso lo shock intellettuale dei kōan o tramite gli sforzi  strenui e la ferrea disciplina della pratica meditativa zazen. A differenza della scuola Rinzai, quella Sōtō insiste nello "stare semplicemente seduti" (Shikantaza) come metodo che serve a rivelare la natura-Budda in ogni persona. 
Il metodo Rinzai è stato adottato nel Giappone medievale dalla casta dei samurai, mentre la Sōtō ha avuto un seguito più popolare, come attesta il detto giapponese "Rinzai per gli Shōgun, Sōtō per i contadini" (臨済将軍、曹洞土民?, Rinzai Shōgun, Sōtō domin).

## Koan
Il Koan è un elemento fondamentale per la scuola zen Rinzai. Letteralmente significa "documento pubblico" ma ha assunto il significato di un quesito basato sulle azioni e sui detti di famosi maestri. È un problema che non ammette una soluzione intellettuale; la risposta non ha nessun rapporto logico con la domanda, e la domanda è tale da mettere in forte imbarazzo l'intelletto. Eccone alcuni esempi:
"Battendo le mani l'una contro l'altra si produce un suono. Qual è il suono di una sola mano?"
"Molto tempo fa un uomo teneva un'oca dentro una bottiglia. L'oca crebbe e crebbe finché non poté più uscire dalla bottiglia; l'uomo non voleva rompere la bottiglia e neanche far male all'oca; tu come te la caveresti?"
"Su un albero c'è un uomo che stringe un ramo in bocca ma non si tiene attaccato con le mani e non tocca il tronco con i piedi. Qualcuno, ai piedi dell'albero, gli chiede: "Che cos'è lo Zen?" Se non risponde, non può soddisfare quell'uomo, ma se dice anche una sola parola, cade e s'ammazza. In un momento simile, tu che cosa risponderesti se fossi in lui?"
Anche se questi Koan possono apparire sciocchi e assurdi, ognuno di essi riflette il grande koan della vita, dato che per lo Zen il problema della vita è di superare le due alternative dell'affermazione e della negazione, che oscurano entrambe la verità. Il metodo della scuola Rinzai prevede che il discepolo Zen debba risolvere un koan e che sia assistito da un maestro, il quale lo interroga sulla soluzione del koan; finché il discepolo troverà soluzioni logiche e razionali, il maestro gli dirà che ha sbagliato e quindi di continuare a pensarci; ciò si protrarrà per alcuni anni, finché il discepolo non comprenderà che non c'è una soluzione razionale, e di colpo sentirà la sua mente e il suo corpo cancellati dall'esistenza. Questo momento è chiamato "lasciar andare la presa", e fa prendere coscienza al discepolo Zen che, così come un koan non si può "afferrare" trovandone una soluzione, così la vita stessa non può essere "posseduta" dall'individuo, e che quindi bisogna lasciar andare la vita, cioè accettarla come vita, come qualcosa che non è di proprietà di nessuno. I koan sono impiegati anche per far comprendere agli allievi che l'illuminazione non la si raggiunge solo con l'intelletto e che ogni ragionamento è inutile alla comprensione della verità. Anche per questo motivo la scuola Rinzai pratica i koan durante la meditazione zazen, poiché non crede che stando semplicemente seduti si arrivi all'illuminazione, o satori.

## Arti marziali
La scuola Rinzai è stata storicamente connessa con varie tradizioni di arti marziali in Giappone. 
Nel Giappone pre-moderno, la scuola Rinzai è stata assai popolare tra i guerrieri aristocratici e i samurai, mentre la scuola zen Sōtō è stata praticata più da artisti e poeti. Ciò è dovuto alla reputazione Zen di rimuovere la paura della morte tramite la trasformazione diretta della consapevolezza. Per un samurai, la paura della morte era naturalmente un grosso ostacolo, così lo zen Rinzai soddisfaceva una pratica necessità. La scuola Rinzai ha avuto eco relativamente maggiore importanza nella letteratura dei koan e nella conoscenza intellettuale che della scuola zen Sōtō; questi faceva appello all'educazione delle classi disagiate. Ad ogni modo, uno dei più intellettuali e letterati dei maestri zen pre-moderni è stato il maestro Zen Eihei Dōgen.
Dato che l'aristocrazia medievale era anche una classe di guerrieri, è stato naturale per loro applicare gli insegnamenti Rinzai alla pratica del combattimento. Alcuni studiosi hanno argomentato che l'influenza dei samurai è stata fondamentale per la formazione dello zen Rinzai. 
Dopo aver fronteggiato l'opposizione delle scuole tradizionali buddiste a Kyoto, fu lo stesso Eisai a introdurre lo zen Rinzai alla casta dei guerrieri samurai della corte Shōgun a Kamakura intorno al 1199.
La predilezione dei samurai per la scuola Zen Rinzai è continuata nel periodo Tokugawa (1600-1867) quando era un regolare metodo di addestramento della casta guerriera, sviluppando il Bushidō.